# Odontosia viridifusca
Odontosia viridifusca är en fjärilsart som beskrevs av William Schaus 1906. Odontosia viridifusca ingår i släktet Odontosia och familjen tandspinnare. Inga underarter finns listade i Catalogue of Life.